# Scopula recessaria
Scopula recessaria är en fjärilsart som beskrevs av Achille Guenée 1858. Scopula recessaria ingår i släktet Scopula och familjen mätare. Inga underarter finns listade i Catalogue of Life.